# Fonts Ufanes
Les Fonts Ufanes és una font a la finca de Gabellí Petit, a Campanet, Mallorca, als voltants de l'ermita de Sant Miquel. Foren declarades Monument Natural l'any 2001, amb una superfície de 50,20 hectàrees.
Es tracta d'una font vauclusiana amb surgències intermitents produïdes pel vessament de l'aqüífer que sorgeix de forma relativament difusa, sobtada i potent després de l'acumulació de pluges suficients a la zona. Desemboquen al torrent de Sant Miquel i travessant la plana de Sa Pobla arriben a s'Albufera. El seu cabal sol ser d'entre un i tres metres cúbics per segon; arriba als 100 metres cúbics de manera excepcional, poden aportar a s'Albufera de l'ordre d'una trentena d'hectòmetres cúbics a l'any (la mitjana n'és de 10-12 hm/any). Són la principal aportació hídrica a la zona humida i a l'aqüífer del Pla de Sa Pobla. Per preservar aquest singular entorn natural, la Conselleria de Medi Ambient del Govern de les Illes Balears va comprar la finca l'any 2005.